# Kristiina Mäkelä
Meri Kristiina Mäkelä (Orimattila, 20 novembre 1992) è una triplista finlandese.

## Record nazionali
- Salto triplo: 14,64 m ( Monaco di Baviera, 19 agosto 2022)
- Salto triplo indoor: 14,38 m ( Madrid, 8 febbraio 2019)

## Palmarès

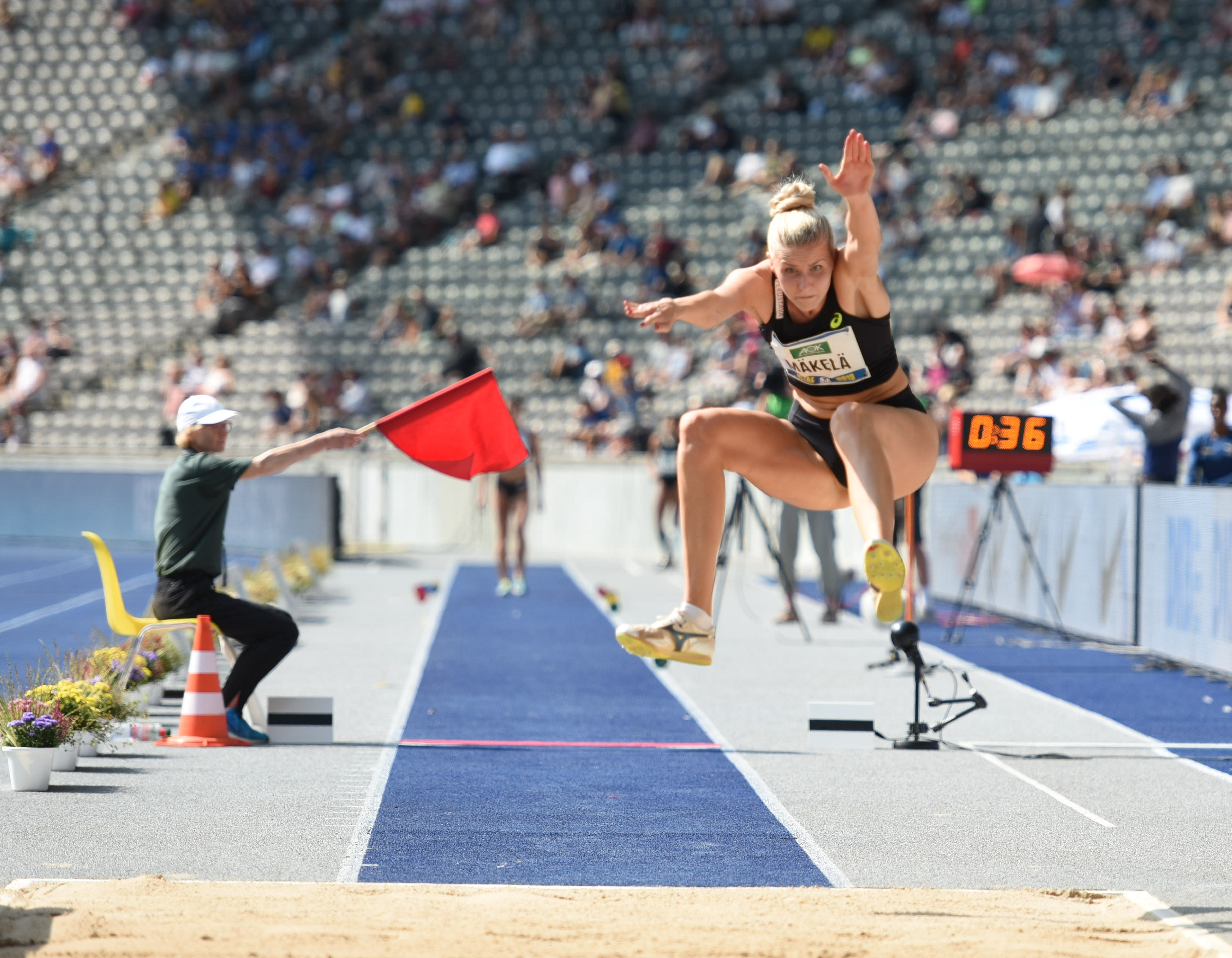
Kristiina Mäkelä nel 2019

| Anno | Manifestazione  | Sede           | Evento         | Risultato | Prestazione | Note                                     |
| ---- | --------------- | -------------- | -------------- | --------- | ----------- | ---------------------------------------- |
| 2009 | Mondiali U18    | Bressanone     | Salto triplo   | 6ª        | 13,03 m     |                                          |
| 2010 | Mondiali U20    | Moncton        | Salto triplo   | 7ª        | 13,26 m     |                                          |
| 2011 | Europei U20     | Tallinn        | Salto in lungo | 10ª       | 5,75 m      |                                          |
| 2011 | Europei U20     | Tallinn        | Salto triplo   | Argento   | 13,67 m     |                                          |
| 2012 | Europei         | Helsinki       | Salto triplo   | nm (q)    | nm (q)      |                                          |
| 2015 | Europei indoor  | Praga          | Salto triplo   | 8ª        | 13,66 m     |                                          |
| 2015 | Mondiali        | Pechino        | Salto triplo   | 13ª (q)   | 13,83 m     |                                          |
| 2016 | Mondiali indoor | Portland       | Salto triplo   | 6ª        | 14,07 m     |                                          |
| 2016 | Europei         | Amsterdam      | Salto triplo   | 9ª        | 13,95 m     |                                          |
| 2016 | Giochi olimpici | Rio de Janeiro | Salto triplo   | 12ª       | 13,95 m     |                                          |
| 2017 | Europei indoor  | Belgrado       | Salto triplo   | 8ª        | 13,73 m     |                                          |
| 2017 | Mondiali        | Londra         | Salto triplo   | 16ª (q)   | 13,92 m     |                                          |
| 2018 | Mondiali indoor | Birmingham     | Salto triplo   | 16ª       | 13,73 m     |                                          |
| 2018 | Europei         | Berlino        | Salto triplo   | 9ª        | 14,01 m     |                                          |
| 2019 | Europei indoor  | Glasgow        | Salto triplo   | 6ª        | 14,29 m     |                                          |
| 2019 | Mondiali        | Doha           | Salto triplo   | 12ª       | 13,99 m     |                                          |
| 2021 | Europei indoor  | Toruń          | Salto triplo   | 6ª        | 14,23 m     | Miglior prestazione personale stagionale |
| 2021 | Giochi olimpici | Tokyo          | Salto triplo   | 11ª       | 14,17 m     |                                          |
| 2022 | Mondiali indoor | Belgrado       | Salto triplo   | 9ª        | 14,14 m     | Miglior prestazione personale stagionale |
| 2022 | Mondiali        | Eugene         | Salto triplo   | 9ª        | 14,18 m     |                                          |
| 2022 | Europei         | Monaco         | Salto triplo   | Argento   | 14,64 m     | Record nazionale                         |
| 2023 | Mondiali        | Budapest       | Salto triplo   | 18ª (q)   | 13,88 m     |                                          |
| 2024 | Mondiali indoor | Glasgow        | Salto triplo   | 12ª       | 13,47 m     |                                          |
| 2024 | Europei         | Roma           | Salto triplo   | 14ª (q)   | 13,76 m     |                                          |

## Altre competizioni internazionali
2009
- Argento al Festival olimpico della gioventù europea ( Tampere), salto triplo - 13,14 m